# Лошкарівський район
Лошкарівський район (до 1931 — Ізлучистий єврейський національний район, у 1931—1944 — Сталіндорфський єврейський національний район, в 1944—1945 — Сталінський; рос. Лошкарёвский район) — район СРСР, що існував у складі УРСР в 1930–1959 роках. Центр — колонія Ізлучиста (1930—1931), село Сталінське (1931—1945; до 1931 — Чемеринськ, у 1931—1941 — Сталіндорф), село Лошкарівка (1945—1959).
Створений у липні 1930 року в складі Криворізької округи з частин Криворізького, Софіївського, Нікопольського, Солонянського і Апостолівського районів як Ізлучистий район з переважаючим єврейським населенням.

## Склад району
До складу району увійшли старі єврейські колонії:
- Інгулець[2] (заснована 1809 року; на 1925 рік 2504 мешканці),
- Кам'янка (заснована 1809 року; на 1925 рік 926 мешканців),
- Ізлучисте (заснована 1824 року; на 1925 рік 1105 мешканців),
- Ново-Вітебськ (заснована 1848 року),
- Ново-Ковно (заснована 1849 року),
- Ново-Подільск (заснована 1849 року),
- Ново-Житомир (заснована 1848 року).

До складу району увійшли 8 єврейських й 3 українські сільради з загальним населенням біля 15000 осіб, у тому числі 8600 євреїв.

## Історія
3 лютого 1931 року перейменований на Сталіндорфський єврейський національний район, Чемеринськ перейменований на Сталіндорф, при цьому змінено межі району за рахунок приєднання сільрад сусідніх районів.
27 лютого 1932 року ввійшов до складу Дніпропетровської області.
З 15 листопада 1941 до 19 жовтня 1943 належав до П'ятихатського ґебіту генеральної округи Дніпропетровськ.
15 серпня 1944 року район перейменований на Сталінський, райцентр — на Сталінське; район з національного єврейського перетворений на звичайний.
16 березня 1945 року район перейменований на Лошкарівський, центр району перенесено до Лошкарівки, частково змінені межі району.
21 січня 1959 року ліквідований з приєднанням території до Апостолівського, Нікопольського, Ново-Покровського та Софіївського районів.